# Liberanimo
Liberanimo es una asociación esperantista fundada en Teruel (España) en 2016.

## Historia
El 25 de mayo de 2016 tuvo lugar a presentación a la alcaldesa de Teruel, Emma Buj, de la nueva asociación esperantista "Liberanimo" de Teruel, y su presidente, Alberto Granados, propuso que el Ayuntamiento dedicase una plaza al Esperanto y que presentase la candidatura de Teruel como sede del Congreso Español de Esperanto de 2017. En septiembre de 2016 se inició un curso de Esperanto en Teruel, con buena acogida por parte del público.

### El 76.º Congreso Español de Esperanto
Fue organizado por la asociación esperantista "Liberanimo" de Teruel, el mismo año en que se celebra el 800.º aniversario de la historia de los "Amantes", y se celebró en Teruel del 23 al 25 de junio de 2017. Asistieron más de 150 esperantistas de 15 países. Se celebró también el centenario de la muerte del autor del Esperanto.
Durante el congreso se presentó el libro La calle Zamenhof por su autor, el polaco Roman Dobrzynski, y se inauguró la "Plaza del Esperanto" en el barrio de San Julián.
En el centro universitario hubo una exposición y venta de libros de esperanto, cursos intensivos de esperanto, exámenes orales en diversos niveles según el cuadro de referencia europeo para el aprendizaje de las lenguas, una exposición sobre el arquitecto turolense Francisco Azorín que también fue un político socialista, un homenaje al cineasta Luis Buñuel, con la proyección de la película Un perro andaluz subtitulada en esperanto. En las oficinas de la Caja Rural en la Plaza del Torico, hubo una exposición filatélica y otra sobre el Dr. Zamenhof, inventor y difusor del esperanto. Fueron destacables las representaciones musicales del sueco Martin Wiese y del grupo musical holandés Kajto Kvaropo.